# 의정부 회룡사 신중도
의정부 회룡사 신중도(議政府 回龍寺 神衆圖)는 대한민국 경기도 의정부시 호원동 회룡사에 있는 조선시대의 신중도이다. 2003년 4월 21일 경기도의 문화재자료 제118호로 지정되었다.

## 개요
회룡사의 신중도는 가로 219.5cm, 세로 176cm나 되는 꽤 큰폭의 그림이다. 앞줄 중앙에 위태천, 뒷줄 좌우에 제석, 범천이 배치되어 있고, 그 주위로 제석, 범천의 권속과 팔부중이 배치된 꽉 찬 화면도구를 보여주고 있다. 형태는 늘씬하면서도 경직된 면이 보이는 신체와 19세기 말에 유행하던 특유의 얼굴을 나타내고 있다.
신중들의 옷은 주로 분홍색에 가가운 옅은 붉은 색으로 되어 있는데 군청과 녹색들이 약간씩 가미된 19세기 후반시 채색을 칠해 당대 신중탱화의 특징이 잘 나타나고 있다. 특히 서울 근교의 불화 양식이 잘 표현 되어 있는 이 신중도는 서울 동작 지장사 신중도와 친연성이 짙은 것으로 당대의 신중도 가운데 대표적인 예로 평가될 수 있다.

## 지정 사유
1883년 수락산 흥국사에 봉안하기 위하여 불화승 경반, 응천, 동호 등 19ㅅ기 후반에서 20세기 전반에 도내 불교회화를 주도적으로 이끌던 인물들이 그린 것으로 형식이나 설채법이 조선후기의 전형적인 작품이고, 보존상태가 양호할 뿐만 아니라 19세기 후반 도내 불화승 계보를 연구하는데 중요한 작품이다.

## 참고 문헌
- 의정부회룡사신중도 - 국가유산청 국가유산포털